# Mario de Sárraga
Mario de Sárraga (Oviedo, 22 de agosto de 1980) es un ciclista español ya retirado que fue profesional entre 2005 y 2007.

## Palmarés
ELITE -SUB 23
Torneo Lehendakari Txapelketa 2000
Torneo Gara 2000
Giro Under'26 2004 General final Gran Premio de la Montaña 
16 victorias individuales 1999-2003
PROFESIONAL 
2nd etapa Vuelta Asturias 2007
https://www.procyclingstats.com/rider/mario-de-sarraga

## Resultados en Grandes Vueltas
| Carrera | Carrera         | 2005 | 2006 | 2007 |
| ------- | --------------- | ---- | ---- | ---- |
|         | Giro de Italia  | —    | —    | 40°  |
|         | Tour de Francia | —    | 102° | —    |
|         | Vuelta a España | —    | 10°  | —    |

—: no participa

Ab.: abandono